# トリカーリコ
トリカーリコ（イタリア語: Tricarico）は、イタリア共和国バジリカータ州マテーラ県にある、人口約5,200人の基礎自治体（コムーネ）。

## 地理

### 位置・広がり
ポテンツァ県内に飛び地がある。

#### 隣接コムーネ
コムーネ本体に隣接するコムーネは以下の通り。括弧内のPZはポテンツァ県所属を示す。
- アルバーノ・ディ・ルカーニア (PZ)
- カルチャーノ
- カンポマッジョーレ (PZ)
- グラッサーノ
- グロットレ
- イルシーナ
- サン・キーリコ・ヌオーヴォ (PZ)
- トルヴェ (PZ)

飛び地には以下のコムーネが隣接する。
- ヴァーリオ・バジリカータ (PZ)
- ブリンディジ・ディ・モンターニャ (PZ)
- アルバーノ・ディ・ルカーニア (PZ)

## 行政

### 分離集落
トリカーリコには、以下の分離集落（フラツィオーネ）がある。
- Calle, Serra del Ponte, Siggiano, Tre Cancelli, Fonti